# Rønne (parochie)
Rønne is een parochie van de Deense Volkskerk in de Deense gemeente Bornholm. De parochie maakt deel uit van het bisdom Kopenhagen en telt 10.106 kerkleden op een bevolking van 11.879 (2004). De parochie was tot 1970 deel van Vester Herred.
De grootste kern in de parochie is Rønne.

## Zie ook

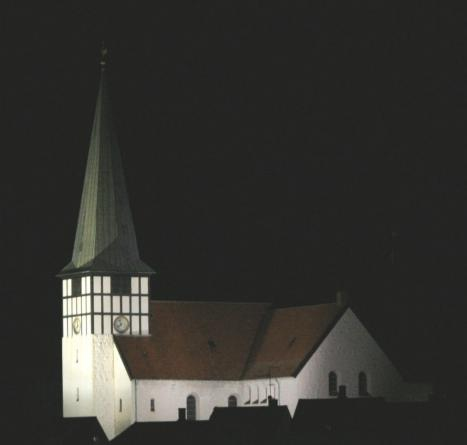